# Roland Würz
Roland Würz (* 12. Januar 1939; † 9. Dezember 2016 in Heidenheim) war ein deutscher Landrat (CDU).

## Leben
Würz studierte Rechtswissenschaften in Tübingen. Im Wintersemester 1958/59 wurde er Mitglied der Studentenverbindung Luginsland Tübingen. Er wurde zum Dr. iur promoviert.
Von 1973 bis 2004 war er Landrat des Landkreises Heidenheim. Zusätzlich war er von 2000 bis 2004 Verbandsvorsitzender der Region Ostwürttemberg.
Würz war von 1974 bis 1997 Vorsitzender des DRK-Kreisverbands Heidenheim.